# Statul Jonglei
Statul Jonglei este una dintre cele 10 unități administrativ-teritoriale de gradul I ale Sudanului de Sud. Reședința sa este orașul Bor. Statul s-a scindat din vechiul Sudan și s-a integrat noului stat Sudanul de Sud pe data de 9 iulie 2011.